# Fayzabad (huyện), Jowzjan
Fayz Abad là một huyện thuộc tỉnh Jowzjan, Afghanistan. Dân số thời điểm năm 1999 là 35,608 người.